# Swieduszczij
Swieduszczij ros. Сведущий – radziecki niszczyciel projektu 56, zmodyfikowany według projektu 56PŁO. W służbie od 31 stycznia 1956 do 8 kwietnia 1992 roku, aktywny na północnym Atlantyku i Morzu Śródziemnym.

## Budowa i opis techniczny

### Budowa i stan pierwotny
„Swieduszczij” został zbudowany (pod numerem 705) w Stoczni im. A.A. Żdanowa w Leningradzie, stępkę położono 7 grudnia 1953 roku. Okręt został zwodowany 10 lutego 1955 roku, zaś do służby wszedł 31 stycznia 1956 roku. 
Niszczyciel charakteryzował się całkowitą długością 126 metrów (117,9 m na linii wodnej), szerokość wynosiła 12,76 metra, zaś zanurzenie maksymalnie 4,2 metra. Wyporność jednostki to: 2667 ton (standardowa), 2949 ton (normalna) i 3249 ton (pełna).
Napęd stanowiły 2 turbiny parowe TW-8 o mocy 72 000 KM oraz 4 kotły parowe wodnorurkowe KW-76. Jednostka rozwijała prędkość maksymalną 38 węzłów. Przy 14 węzłach mogła ona pokonać 3850 mil morskich.
Uzbrojenie artyleryjskie okrętu składało się z 2 podwójnych dział SM-2-1 kalibru 130 mm L/58 i 4 czterolufowych działek przeciwlotniczych SM-20 ZIF kalibru 45 mm L/76. Niszczyciel dysponował 6 miotaczami bomb głębinowych BURUN. Uzbrojenie torpedowe stanowiły 2 pięciorurowe wyrzutnie kalibru 533 mm. Okręt mógł zabierać na pokład również miny morskie.
Załogę okrętu stanowiło 284 ludzi, w tym 19 oficerów.

### Modyfikacje
Okręt zmodernizowano zgodnie z projektem 56PŁO – prace prowadzano od 31 sierpnia 1977 do 19 czerwca 1979 roku w stoczni Siewmorzawod Nr 201 w Sewastopolu.
Zmiany wprowadzono głównie w uzbrojeniu okrętu. Dziobową wyrzutnię torpedową przystosowano do walki z okrętami podwodnymi, rufową wyrzutnię zdemontowano. 
Zamiast miotaczy bomb głębinowych BURUN zamontowano 4 rakietowe miotacze RBU-2500.  
Opisane zmiany zwiększyły wyporność okrętu o ok. 450 ton oraz obniżyły maksymalną prędkość jednostki do około 34 węzłów. Zmniejszyła się również liczba załogantów. 

## Służba
„Swieduszczij” rozpoczął służbę na Bałtyku, już w pierwszym jej roku, 10 października, został przeniesiony w skład Floty Północnej. W lipcu 1961 roku uczestniczył w akcji ratunkowej K-19. Od 5 października 1963 roku we Flocie Czarnomorskiej. Brał udział w manewrach Okiean (kwiecień 1970 roku). Służył też w latach 1973–1974 na Morzu Śródziemnym. 
Wycofany z marynarki wojennej 8 kwietnia 1992 roku, zezłomowany w listopadzie 1993 roku w Inkermanie. 
Okręt nosił kolejno numery burtowe: 45, 42, 544, 259, 685, 603, 720, 774, 309, 519, 522, 516, 511 i 519.